# 张继昭
张继昭（10世纪—948年8月24日），五代十国后蜀大臣。张业之子。
张业官至左仆射、中书侍郎、同平章事、判度支。张继昭官至检校左仆射。张业奢侈，强买人田宅，藏匿亡命之徒，在私宅设立监狱囚禁负债者，很多人在他家中的监狱死去。张继昭喜欢击剑，常和僧人归信寻访善剑之人。左匡圣都指挥使孙汉韶和张业不和，密告张业、張繼昭父子谋反。广政十一年（948年）后主孟昶大怒，派人查访张业、張繼昭父子专权不法的行径，等他们父子上朝时，将二人杀死，下诏历数罪恶，籍没其家。